# Hypena kingdoni
Hypena kingdoni är en fjärilsart som beskrevs av Pierre E.L. Viette 1968. Hypena kingdoni ingår i släktet Hypena och familjen nattflyn. Inga underarter finns listade i Catalogue of Life.